# Конгрес на украинците в Канада
Конгресът на украинците на Канада (с акроним: КУК, до 1989 г. – Комитет на украинците на Канада; на украински: Конґрес українців Канади, на английски: Ukrainian Canadian Congress) е обществен представителен съвет, който обединява 33 украински организации и филиали на украинците в Канада.
Седалището му е разположено в провинция Уинипег. Украинският канадски конгрес има шест провинциални съвета (Онтарио, Манитоба, Саскачеван, Алберта, Британска Колумбия и Квебек), 34 структури в различни градове (от Монреал до Ванкувър) и редица отделни комитети.

## История
Създаден е на първото заседание на Комитета на украинците на Канада (КУК), проведен на 7 и 8 ноември 1940 г. в Уинипег, от:
- Братство на украинските католици (БУК);
- Съюз на независимите украинци (СНУ);
- Украинско национално обединение (УНО);
- Съюз на хетманските държавници в Канада (СХДК);
- Съюз на украинските организации (СУО).

Първият ръководител на организацията е Васил Кушнир.
След Втората световна война Конгресът създава Фонд за подпомагане на украинците в Канада и Украинско централно бюро за помощ в Лондон и подкрепя украинските бежанци в Европа.
Конгресът на украинците на Канада улеснява организирането на преподаване на украински език в канадските училища и университети и изиграва значителна роля в създаването на Световния конгрес на украинците през 1967 г.
През 1940-те и 1980-те години дейността на комитета е насочена към обединяване на усилията на украинците в Канада за подпомагане на украинския народ в борбата за независимост, запазване на етническата и духовна идентичност на емиграцията. През втората половина на XX век събитията на комитета за честване на национални празници, исторически дати от живота на украинския народ (Ден на украинската държавност и единство, 50-ата годишнина от Глодомора от 1932-1933 г. в Съветския съюз и др.) стават традиционни протести срещу политиката на русификация на Украйна, срещу преследването на участниците в  дисидентски (опозиционни) движения от 1960-1980-те години в Украинска СССР.
От обявяването на независимост на Украйна той помага и сътрудничи с нейните организации и институции.

## Ръководители
- Васил Кушнир (1940 – 1953; 1959 – 1971)
- Антон Яремович (1953 – 1957)
- Сергей Савчук (1957 – 1959)
- Петро Кондра (1971 – 1974)
- Сергей Радчук (1974 – 1980)
- Джон Новосад (1980 – 1986)
- Дмитро Ципивник (1986 – 1992)
- Волтер-Олег Романов (1992 – 1998)
- Евген Чолий (1998 – 2004)
- Орися Сушко (2004 – 2007)
- Павло Грод (2007 – 2018)
- Александра Хичий (от 2018 г.)

През март 2014 г. Павло Грод е включен в списъка със санкции от Русия срещу канадски служители в отговор на санкциите, наложени от Канада на Русия.